# District de Tongod
Le district de Tongod (malais : Daerah Tongod) est un district administratif de l'État malaisien de Sabah, qui fait partie de la Division de Sandakan. La capitale du district est dans la ville de Tongod.

### Liens connexes
- Districts de Malaisie